# 路易·奥古斯特·勒通内利耶·德·布勒特伊
路易·夏尔·奥古斯特·勒通内利耶·德·布勒特伊，布勒特伊男爵，普卢利男爵（Louis Charles Auguste le Tonnelier, baron de Breteuil, baron de Preuilly，1730年3月7日—1807年11月2日）法国贵族、外交官和政治家。他是法国大革命前波旁王朝最后一个首席大臣，由路易十六国王在巴黎市民攻占巴士底狱的一百個小时前任命。

## 军人和大使
布勒特伊1730年出生于安德尔省阿宰勒费龙城堡一个名门贵族家庭，和国王是表亲关系，著名的数学家和语言学家沙特萊-拉蒙侯爵夫人艾米莉也是其家族成员。他在巴黎受过良好的教育，后来加入了军队，在那里他参加了七年战争。1758年，他离开了军队加入了法国外交部，并很快就被任命为法国驻科隆大使，在那里他证明了高操的外交技巧。两年后，他被派到圣彼得堡任法国驻俄罗斯大使，帮助叶卡捷琳娜二世发动宫廷政变登上王位。1769年，他被派去瑞典斯德哥尔摩，随后在哈布斯堡、那不勒斯，后又回到维也纳任法国政府代表，直到1783年。
在瑞典，他是年轻的国王古斯塔夫三世最喜欢的朋友之一，但俄罗斯的叶卡捷琳娜女皇不喜欢他。布勒特伊曾被人认为是一个声音响亮而冲动的傻瓜，约瑟夫二世和几个高级奥地利政客则在关起门后嘲笑他为“傻瓜”。

## 王室大臣
在他返回法国时，布勒特伊被任命为国王的宫廷大臣。他在监狱管理上做了相当大的改革。他是一个自由主义和人道主义的大臣，主张温和的法律和审查。他认为，君主应当鼓励知识分子，而不是把它们视为敌人。1784年，他被任命为法兰西文学院院士。
布勒特伊担任宫廷大臣时发生玛丽·安托瓦内特王后的项链被盗事件，与红衣主教德罗昂对抗。他的忠诚为他赢得了玛丽·安托瓦内特王后的感激之情和信任。但由于布勒特伊低估了谣言的力量和罗昂的直接攻击，又与夏尔·亚历山大·德·卡洛讷发生冲突，1787年被卡洛讷要求免职。
1788年7月24日布勒特伊在国王委员会精疲力竭的权力之争后辞职。他要求被允许向王后说再见。玛丽·安托瓦内特没有埋怨他的辞职，甚至承诺在未来如果她能帮助他。

## 被任命为首相
布勒特伊感觉法国变得越来越不稳定，决定退休回到他在当居的城堡。尽管布勒特伊厌恶法国政坛，他仍然是君主制绝对的忠诚者，虽然他抱有对社会文化的自由主义观点。他抱怨说，“谁敢站出来藐视旧的方式”，并声称“我们像疯子冲出来破坏”。
1789年布勒特伊联系了王后圈子里的保守议员，他同意一旦他们赶走雅克·内克尔就担任首相职务。内克尔是受欢迎的，但保王党认为他是一个危险的宣传者和激进派。在波利尼亚克亲王和国王的弟弟阿图瓦伯爵以及玛丽·安托瓦内特的支持下，布勒特伊在1789年7月12日大革命前夕被任命为首相。7月14日，革命者攻占了巴士底狱。

## 流亡政府和瓦雷纳逃亡
在这种危险的时期，许多著名的保王派被迫逃离法国。波利尼亚克亲王逃到瑞士，路易十六为防止阿图瓦伯爵被暗杀，故把他送到都灵。布勒特伊和第一党的流亡者则逃往瑞士一个温泉小镇，布勒特伊担任流亡政府首相。在10月法国王室被软禁。1790年11月布勒特伊与老对手卡洛讷举行在议会首席会议。1791年布勒特伊在瑞典国王古斯塔夫三世的支持下组织法国王室逃离巴黎，快要成功时，让-巴蒂斯特·德鲁埃抢在国王前面到达了距蒙梅迪三四十英里处的瓦雷纳，传达了这个惊人的音尘。瓦雷纳敲响了警钟，拦住了国王一行人。瓦雷纳逃亡失败后，布勒特伊收到路易十六的指令，让他·请求欧洲的君主们的帮助，说服他们对抗法国大革命。但他的努力最终都白费。法国的波旁王朝在1792年被推翻，其次是在对巴黎保王党的大屠杀。1793年1月，路易十六被执行死刑。10月，玛丽·安托瓦内特遭遇了同样的命运。在1795年，他们的儿子路易十七也死于狱中。

## 晚年
玛丽·安托瓦内特被处决后布勒特伊退休来到汉堡附近过私人生活。渡过了十年流亡生涯。1795年小男孩国王死亡后他对波旁王室的忠诚也消亡了，他讨厌路易十六仍健在的两位兄弟，尤其是阿图瓦伯爵。
1802年布勒特伊在拿破仑·波拿巴允许下回到法国，他与法兰西第一帝国和平相处。1807年死于法国。

## 遗留
布勒特伊与路易十六和玛丽·安托瓦内特的秘密通信最近被发现于一个奥地利城堡，由英国历史学家蒙罗·普赖斯（Munro Price）教授发现。他的研究文章《从凡尔赛宫的路》（The Fall of the French Monarchy: Louis XVI, Marie-Antoinette and the baron de Breteuil），是目前为止，最全面的介绍布勒特伊的职业生涯和他努力奋斗挽救法国君主制的书。
法国塞夫勒的布勒特伊宫（Pavillon de Breteuil），是国际度量衡局总部，即以布勒特伊男爵命名。